# Heosemys spinosa
La tartaruga spinosa (Heosemys spinosa Gray, 1830) è una rara specie di tartaruga della famiglia dei Geoemididi.

## Descrizione
Il carapace, lungo al massimo 22 cm, presenta delle caratteristiche sporgenze spinose sui margini delle squame pleurali, sul bordo posteriore di ciascuna vertebrale e su ciascuna marginale (molto più accentuate nei giovani esemplari). La sua colorazione è marrone con una striscia più chiara lungo la chiglia centrale, la testa e le zampe sono grigio-marroni, di solito con un punto giallo o rosso dietro l'occhio e una simile pezzatura è presente sulle zampe. Il piastrone è giallo-marrone con un intricato pattern di linee scure che irradiano su ogni scuto. Viene effettuata una deposizione di 2-3 grandi uova per stagione. È una specie prevalentemente erbivora e frugivora.

## Distribuzione e habitat
Diffusa nel Sud-est asiatico, dalla Thailandia al Myanmar, la Malaysia e Indonesia (Sumatra e Kalimantan), nel Borneo e nelle Filippine. Vive in terreni collinari e montuosi, con foreste e boscaglie, dentro o presso piccoli corsi d'acqua.

## Conservazione
Come la maggior parte delle specie di tartarughe asiatiche, anche questa è in grave pericolo di estinzione a causa della raccolta indiscriminata per fini alimentari e per il commercio internazionale, oltre ad essere minacciata dalla distruzione del suo habitat. Il suo allevamento a fini commerciali è molto diffuso in Thailandia.